# Besetzungscouch
Besetzungscouch oder auch Casting Couch ist die euphemistische Umschreibung des Phänomens, dass die Verantwortlichen für die Rollenbesetzung im Theater, Opernhäusern, der Filmindustrie oder auch im Musikgeschäft von Bewerberinnen oder Bewerbern intime Handlungen als Gegenleistung verlangen oder angeboten bekommen. Die im Raum stehende Konsequenz ist, dass sie ansonsten für die angebotene Rolle oder allgemeine Mitwirkung nicht berücksichtigt würden.
Das Phänomen betrifft sexuelle Übergriffe, Belästigungen oder Angebote in unterschiedlicher Intensität, die ertragen oder hingenommen werden. Medial häufiger genannt werden Frauen, die über die Besetzungscouch gebucht wurden. Es sind aber sowohl hetero- als auch homosexuelle Varianten dokumentiert.